# Адела Нор'єга
Адела Амалія Нор'єга Мендес (ісп. Adela Amalia Noriega Méndez; нар. 24 жовтня 1969, Мехіко) — мексиканська акторка.

## Життєпис
Народилася 24 жовтня 1969 року у Мехіко. У 12-річному віці була помічена агентом з пошуку талантів у торговельному центрі, куди прийшла з матір'ю, після чого почала зніматися у телевізійній рекламі. 1984 року з'явилася у гумористичному шоу «Cachún cachún ra ra!» на каналі Las Estrellas. Того ж року знялася в музичних кліпах Лусії Мендес та Луїса Мігеля, а також виконала невеликі ролі у фільмі жахів «Закохані володаря ночі» Ісели Веги та у теленовелі «Принцеса». 1985 року виконала другорядні ролі у серіалі «Хуана Ірис» та кінодрамі «Ще одна субота» Серхіо Вехара. 1987 року зіграла свої перші головні ролі у серіалах «Єсенія» та «П'ятнадцятилітня».
1993 року переїхала до США, де отримала головну роль у серіалі «Гвадалупе» виробництва компанії Telemundo. 1995 року знялася у колумбійській теленовелі «Красуня Марія», дія якої відбувається на Карибах. 1997 року повернулася до Мексики, уклавши шестирічний контракт з компанією Televisa і отримавши головну роль у серіалі «Марія Ісабель».
2008 року, після головних ролей у теленовелах «Привілей кохати» (1998—1999), «Джерело» (2001—2002), «Справжнє кохання» (2003), «Незаймана дружина» (2005) та «Вогонь у крові» (2008), припинила акторську кар'єру.

## Фільмографія
| Рік       |   | Українська назва               | Оригінальна назва                 | Роль                                           |
| --------- | - | ------------------------------ | --------------------------------- | ---------------------------------------------- |
| 1984      | с | Принцеса                       | Principessa                       | Аліна                                          |
| 1984      | ф | Закохані володаря ночі         | Las amantes del señor de la noche | Марі Лу                                        |
| 1985      | ф | Ще одна субота                 | Un sábado más                     | Лусія                                          |
| 1985      | с | Хуана Ірис                     | Juana Iris                        | Роміна                                         |
| 1987      | с | Єсенія                         | Yesenia                           | Єсенія                                         |
| 1987—1988 | с | П'ятнадцятилітня, або Підлітки | Quinceañera                       | Марікрус Фернандес Саркосер                    |
| 1988—1989 | с | Солодкий виклик                | Dulce desafío                     | Лусеро Сандоваль                               |
| 1993—1994 | с | Гваделупе                      | Guadalupe                         | Гвадалупе Самбрано Сантос                      |
| 1995—1996 | с | Красуня Марія                  | María Bonita                      | Марія Рейносо                                  |
| 1997—1998 | с | Марія Ісабель                  | María Isabel                      | Марія Ісабель Санчес                           |
| 1998—1999 | с | Привілей кохати                | El privilegio de amar             | Крістіна Міранда / Крістіна Веларде Ернандес   |
| 2001—2002 | с | Джерело                        | El manantial                      | Альфонсіна Вальдес Ріверо                      |
| 2003      | с | Справжнє кохання               | Amor real                         | Матильде Пеньяльвер Берістайн де Фуентес Герра |
| 2005      | с | Незаймана дружина              | La esposa virgen                  | Вірхінія Альфаро дель Сур                      |
| 2008      | с | Вогонь у крові                 | Fuego en la sangre                | Софія Елісондо Асеведо                         |

## Музичні кліпи
- 1984 — Corazón de fresa (Лусія Мендес)
- 1984 — Palabra de honor (Луїс Міґель)

## Нагороди та номінації
TVyNovelas Awards
- 1986 — Номінація на найкращий жіночий дебют (Хуана Ірис).
- 1987 — Номінація на найкращу молоду акторку (Єсенія).
- 1988 — Найкраща молода акторка (П'ятнадцятилітня, або Підлітки).
- 1990 — Найкраща молода акторка (Солодкий виклик).
- 1998 — Найкраща молода акторка (Марія Ісабель).
- 1999 — Найкраща молода акторка (Привілей кохати).
- 2002 — Найкраща акторка (Джерело).
- 2004 — Найкраща акторка (Справжнє кохання).
- 2006 — Номінація на найкращу акторку (Незаймана дружина).
- 2009 — Номінація на найкращу акторку (Вогонь у крові).

ACE Awards
- 2001 — Найкраща акторка у телесеріалі (Привілей кохати).
- 2002 — Найкраща акторка у телесеріалі (Джерело).
- 2005 — Найкраща акторка у телесеріалі (Справжнє кохання).

Bravo Awards
- 2002 — Найкраща телеакторка (Джерело).

El Heraldo de México
- 1988 — Відкриття року (П'ятнадцятилітня, або Підлітки).

Califa de Oro
- 1999 — Найкраща акторка (Привілей кохати).
- 2003 — Найкраща акторка (Справжнє кохання).

Sol de Oro
- 2002 — Найкраща телеакторка (Джерело).
- 2004 — Найкраща телеакторка (Справжнє кохання).

Palmas de Oro
- 1988 — Найкраща молода акторка (П'ятнадцятилітня, або Підлітки).

Laurel de Oro
- 2005 — Найкраща телеакторка (Справжнє кохання).